# Shakespeare à Palerme
Pour plus de détails, voir Fiche technique et Distribution.
Shakespeare à Palerme (Shakespeare a Palermo) est un film documentaire réalisé par Francesca Comencini et sorti en 1998. Il s'appuie sur la mise en scène de la pièce de théâtre Songe d'une nuit d'été par Carlo Cecchi. 

## Synopsis
Francesca Comencini se faufile dans les répétitions de la pièce Le Songe d'une nuit d'été. Le metteur en scène saisit les aspects fondamentaux du théâtre du grand maître Carlo Cecchi, qui pousse les acteurs à l'épuisement en répétant et en répétant les répliques, les poussant à créer, à chaque répétition, de nouvelles conditions, une nouvelle relation avec le personnage joué. Il essaie de créer un lien physique avec les personnages que les acteurs doivent jouer. Il donne vie au concept « ici et maintenant », qui découle précisément de la nécessité et de la propension recherchée de faire revivre le personnage et le texte à chaque représentation, de manière nouvelle et profonde, au moment précis où les mots sont puissamment renouvelés jusqu'à devenir autre chose.